# Discographie de Gazo
La discographie de Gazo, rappeur français, comprend l'ensemble des disques et singles publiés durant sa carrière musicale.

## Albums

### Albums studios
| Titre                                                              | Détails de l'album                                                                   | Meilleure position | Meilleure position | Meilleure position | Meilleure position | Ventes    | Certifications |
| Titre                                                              | Détails de l'album                                                                   | FRA                | FLA                | WAL                | SUI                | Ventes    | Certifications |
| ------------------------------------------------------------------ | ------------------------------------------------------------------------------------ | ------------------ | ------------------ | ------------------ | ------------------ | --------- | -------------- |
| La mélo est gangx (avec Tiakola)                                   | Date de sortie : 1er décembre 2023 Label : BSB Productions, M3lo World, Wati-B, Sony | 1                  | 93                 | 3                  | 20                 | : 144 000 | SNEP : Platine |
| Apocalypse                                                         | Date de sortie : 29 novembre 2024 Label : BSB Productions, Epic Records, Sony        | 1                  | —                  | —                  | —                  | : 100 000 | SNEP : Platine |
| « — » indique que le titre n'est pas sorti ou classé dans le pays. |                                                                                      |                    |                    |                    |                    |           |                |

### Mixtapes
| Titre                                                              | Détails de l'album                                                            | Meilleure position | Meilleure position | Meilleure position | Meilleure position | Ventes    | Certifications     |
| Titre                                                              | Détails de l'album                                                            | FRA                | FLA                | WAL                | SUI                | Ventes    | Certifications     |
| ------------------------------------------------------------------ | ----------------------------------------------------------------------------- | ------------------ | ------------------ | ------------------ | ------------------ | --------- | ------------------ |
| Drill FR                                                           | Date de sortie : 26 février 2021 Label : BSB Productions, Epic Records, Sony  | 1                  | 93                 | 3                  | 20                 | : 200 000 | SNEP : 2 × Platine |
| KMT                                                                | Date de sortie : 1er juillet 2022 Label : BSB Productions, Epic Records, Sony | 1                  | 54                 | 1                  | 2                  | : 421 783 | SNEP : 3 × Platine |
| « — » indique que le titre n'est pas sorti ou classé dans le pays. |                                                                               |                    |                    |                    |                    |           |                    |

## Chansons

### Singles
| Année | Titre                                   | Meilleure position | Meilleure position | Meilleure position | Certifications                                  | Album                            |
| Année | Titre                                   | FRA                | WAL                | SUI                | Certifications                                  | Album                            |
| ----- | --------------------------------------- | ------------------ | ------------------ | ------------------ | ----------------------------------------------- | -------------------------------- |
| 2019  | Drill FR 1                              | —                  | —                  | —                  |                                                 | —                                |
| 2019  | Drill FR 2                              | —                  | —                  | —                  |                                                 | —                                |
| 2020  | Drill FR 3                              | —                  | —                  | —                  |                                                 | —                                |
| 2020  | Drill time                              | —                  | —                  | —                  |                                                 | —                                |
| 2020  | Acte de Burberry                        | —                  | —                  | —                  |                                                 | —                                |
| 2020  | Drill FR 4 (avec Freeze Corleone)       | 135                | —                  | —                  | - France (SNEP) : Or                            | —                                |
| 2020  | Inceste                                 | —                  | —                  | —                  |                                                 | —                                |
| 2020  | Drill FR 5 (avec Hamza)                 | 60                 | 132                | 153                | - France (SNEP) : Or                            | Drill FR                         |
| 2020  | Tchin 2X                                | 53                 | 130                | 198                | - France (SNEP) : Platine                       | Drill FR                         |
| 2021  | Kassav (avec Tiakola)                   | 14                 | 129                | 133                | - France (SNEP) : Diamant - Suisse : Or         | Drill FR                         |
| 2021  | Mon cher (avec Pa Salieu, Unknown T)    | 179                | —                  | —                  |                                                 | Drill FR                         |
| 2021  | Cache cou (avec Hache-P)                | 83                 | —                  | —                  |                                                 | Drill FR                         |
| 2021  | On a (avec Luciano)                     | 161                | —                  | 139                |                                                 | Drill FR                         |
| 2021  | A$AP                                    | 40                 | 104                | 112                | - France (SNEP) : Or                            | Drill FR                         |
| 2021  | Euphon                                  | 59                 | —                  | —                  | - France (SNEP) : Diamant                       | Drill FR                         |
| 2021  | Haine&Sex                               | 1                  | 11                 | 32                 | - France (SNEP) : Diamant - Belgique (BEA) : Or | Drill FR                         |
| 2021  | Inhumain                                | 102                | —                  | —                  |                                                 | Drill FR                         |
| 2021  | Grokuwa                                 | 34                 | 148                | 188                | - France (SNEP) : Or                            | —                                |
| 2021  | Mauvais 2X (avec Ninho)                 | 13                 | 45                 | 45                 | - France (SNEP) : Diamant                       | KMT                              |
| 2022  | Celine 3X                               | 2                  | 40                 | 39                 | - France (SNEP) : Diamant                       | KMT                              |
| 2022  | Molly (A Colors Show)                   | 6                  | 41                 | 53                 | - France (SNEP) : Diamant                       | KMT                              |
| 2022  | Rappel                                  | 4                  | 21                 | 31                 | - France (SNEP) : Diamant                       | KMT                              |
| 2022  | Fleurs (avec Tiakola)                   | 10                 | 69                 | 69                 | - France (SNEP) : Diamant - Suisse : Or         | KMT                              |
| 2022  | Bodies (avec Damso)                     | 3                  | 6                  | 18                 | - France (SNEP) : Platine                       | KMT                              |
| 2022  | M.A.L.A (avec M Huncho (en))            | 29                 | 106                | 151                |                                                 | KMT                              |
| 2022  | Die                                     | 1                  | 3                  | 5                  | - France (SNEP) : Diamant                       | KMT                              |
| 2023  | No lèche (avec Favé, Kerchak & Leto)    | 4                  | 20                 | 38                 | - France (SNEP) : Or                            | —                                |
| 2023  | Drill FR 6 - S.M.B (avec Level Santana) | 25                 | 159                | 131                |                                                 | —                                |
| 2023  | Ambitions (avec Kore)                   | 17                 |                    |                    |                                                 | La mélo est gangx (avec Tiakola) |
| 2023  | A.V.S.D (avec Skread)                   | 16                 |                    |                    |                                                 | La mélo est gangx (avec Tiakola) |
| 2024  | Notre Dame (avec Angèle)                | —                  | —                  | —                  |                                                 | La mélo est gangx (avec Tiakola) |
| 2024  | Pop (avec La Mano 1.9)                  | —                  | —                  | —                  |                                                 | Apocalypse                       |
| 2024  | Probation                               | —                  | —                  | —                  |                                                 | Apocalypse                       |
| 2025  | Hermes                                  | —                  | —                  | —                  |                                                 | —                                |
| 2025  | KAT (avec La Rvfleuse)                  | —                  | —                  | —                  |                                                 | —                                |

### Autres chansons classées
| Année | Titre                       | Meilleure position | Meilleure position | Meilleure position | Certifications            | Album                            |
| Année | Titre                       | FRA                | WAL                | SUI                | Certifications            | Album                            |
| ----- | --------------------------- | ------------------ | ------------------ | ------------------ | ------------------------- | -------------------------------- |
| 2021  | Go (avec Franglish & Landy) | 58                 | 161                | 160                | - France (SNEP) : Or      | Drill FR                         |
| 2021  | Parkinson                   | 89                 | 167                | —                  |                           | Drill FR                         |
| 2021  | Intro                       | 105                | 160                | —                  |                           | Drill FR                         |
| 2021  | BSB                         | 124                | —                  | —                  |                           | Drill FR                         |
| 2021  | Malagangx                   | 161                | —                  | —                  |                           | Drill FR                         |
| 2022  | Lettre à un opps            | 19                 | 65                 | 99                 | - France (SNEP) : Or      | KMT                              |
| 2022  | Becte                       | 24                 | 110                | 155                | - France (SNEP) : Platine | KMT                              |
| 2022  | Jeu dangereux               | 32                 | 140                | 90                 |                           | KMT                              |
| 2022  | Hennessy                    | 33                 | 135                | 193                |                           | KMT                              |
| 2022  | Gra Gra Boom (avec Skread)  | 36                 | 151                | 97                 |                           | KMT                              |
| 2022  | Boss                        | 44                 | 99                 | 140                |                           | KMT                              |
| 2022  | Impact                      | 45                 | 86                 | 122                |                           | KMT                              |
| 2023  | 24/34                       | 7                  | 33                 | —                  |                           | La mélo est gangx (avec Tiakola) |
| 2023  | Sobad                       | 10                 | —                  | —                  |                           | La mélo est gangx (avec Tiakola) |
| 2023  | Cartier                     | 4                  | 34                 | 76                 |                           | La mélo est gangx (avec Tiakola) |
| 2023  | Notre Dame                  | 1                  | 18                 | 43                 | - France (SNEP) : Platine | La mélo est gangx (avec Tiakola) |
| 2023  | Interlude                   | 18                 | —                  | —                  |                           | La mélo est gangx (avec Tiakola) |
| 2023  | Afrikanbadman               | 14                 | —                  | —                  |                           | La mélo est gangx (avec Tiakola) |
| 2023  | 100K                        | 2                  | 13                 | 51                 | - France (SNEP) : Or      | La mélo est gangx (avec Tiakola) |
| 2023  | Mami Wata                   | 5                  | 28                 | —                  | - France (SNEP) : Platine | La mélo est gangx (avec Tiakola) |
| 2023  | Outro                       | 19                 | —                  | —                  |                           | La mélo est gangx (avec Tiakola) |

### Apparitions

#### Certifiées
| Année | Titre                                                                                    | Meilleure position | Meilleure position | Meilleure position | Certifications                            | Album                          |
| Année | Titre                                                                                    | FRA                | WAL                | SUI                | Certifications                            | Album                          |
| ----- | ---------------------------------------------------------------------------------------- | ------------------ | ------------------ | ------------------ | ----------------------------------------- | ------------------------------ |
| 2021  | Daddy chocolat (Koba LaD avec Gazo)                                                      | 2                  | 24                 | 64                 | - France (SNEP) : Diamant - Belgique : Or | Cartel : Volume 1              |
| 2021  | Tu le sais (Kalash avec Gazo)                                                            | 21                 | —                  | —                  | - France (SNEP) : Diamant                 | Tombolo                        |
| 2021  | Le classico organisé(Koba LaD, Jul, PLK, SCH, Gazo, Soso Maness, Kofs, Guy2Bezbar, Naps) | 1                  | 26                 | 42                 | - France (SNEP) : Diamant                 | Le classico organisé           |
| 2021  | Love & Lové (Kim avec Gazo)                                                              | 41                 | —                  | 158                | - France (SNEP) : Platine                 | Evidence                       |
| 2021  | Ke Lo Ke (Tony Effe avec Lazza & Gazo)                                                   | —                  | —                  | —                  | - Italie : Or                             | Untouchable                    |
| 2021  | Big Meech (Leto et Gazo)                                                                 | 35                 | 180                | 175                | - France (SNEP) : Or                      | Game Over Volume 3 -Terminal 1 |
| 2021  | Gas (Mister V avec Gazo)                                                                 | 41                 | —                  | —                  | - France (SNEP) : Or                      | MVP (Réédition)                |
| 2022  | Filtré (Timal avec Gazo)                                                                 | 2                  | 60                 | 59                 | - France (SNEP) : Diamant - Belgique : Or | Arès                           |
| 2022  | On se reverra plus (Da Uzi avec Gazo)                                                    | 12                 | 118                | 159                | - France (SNEP) : Platine                 | Le chemin des braves           |
| 2022  | Vamos (Naps avec Gazo)                                                                   | 9                  | 77                 | 99                 | - France (SNEP) : Diamant                 | La TN (Team Naps)              |
| 2022  | Mode AV (Tiakola avec Niska & Gazo)                                                      | 16                 | 81                 | 78                 | - France (SNEP) : Diamant - Suisse : Or   | Mélo                           |
| 2022  | 200 km/h (Ronisia avec Gazo)                                                             | 54                 | —                  | —                  | - France (SNEP) : Or                      | Ronisia (Deluxe)               |
| 2023  | Saiyan (Heuss l'Enfoiré avec Gazo)                                                       | 1                  | 8                  | 53                 | - France (SNEP) : Diamant                 | Chef d'orchestre               |
| 2023  | C'est carré le S (Naps avec Gazo & Ninho)                                                | 1                  | 17                 | 22                 | - France (SNEP) : Diamant                 | En temps réel                  |
| 2023  | Maybach (Landy avec Gazo)                                                                | 10                 | 92                 | 93                 | - France (SNEP) : Or                      | Brave                          |
| 2023  | La Rue (No Limit avec Gazo & Damso)                                                      | 1                  | 7                  | 12                 | - France (SNEP) : Diamant                 | No Limit                       |
| 2023  | Casanova (Soolking avec Gazo)                                                            | 1                  | 9                  | 13                 | - France (SNEP) : Diamant - Italie : Or   | —                              |
| 2023  | La Pègre (Maes avec Gazo)                                                                | 7                  | 64                 | 85                 | - France (SNEP) : Or                      | Omerta                         |
| 2023  | Flashback (Favé avec Gazo)                                                               | 3                  | 9                  | 44                 | - France (SNEP) : Diamant                 | Il le fallait                  |
| 2023  | La Pègre (Maes avec Gazo)                                                                | 8                  | —                  | 78                 | - France (SNEP) : Or                      | Omerta                         |
| 2024  | Ça mène à rien (PLK avec Gazo)                                                           | 2                  | 18                 | 26                 | - France (SNEP) : Or                      | Chambre 140 (pt.3)             |

#### Classées
| Année | Titre                                                                                         | Meilleure position | Meilleure position | Meilleure position | Meilleure position | Album                                           |
| Année | Titre                                                                                         | FRA                | WAL                | SUI                | FIMI               | Album                                           |
| ----- | --------------------------------------------------------------------------------------------- | ------------------ | ------------------ | ------------------ | ------------------ | ----------------------------------------------- |
| 2020  | Oro Jackson (Gims avec Gazo)                                                                  | 79                 | —                  | —                  | —                  | Le Fléau                                        |
| 2020  | Dors on te piétine (Jul avec Gazo)                                                            | 32                 | 102                | 109                | —                  | Loin du monde                                   |
| 2020  | Gas (Mister V avec Gazo)                                                                      | 39                 | 190                | —                  | —                  | MVP                                             |
| 2020  | Place de l'Étoile (Dosseh avec Gazo)                                                          | 140                | —                  | —                  | —                  | Omerta                                          |
| 2021  | Spaghetti (Hamza avec Gazo & Guy2Bezbar)                                                      | 44                 | 94                 | 87                 | —                  | 140 BPM 2                                       |
| 2021  | Message groupé (Kore et Gazo)                                                                 | 161                | —                  | —                  | —                  | En Passant Pécho (BO inspirée du film)          |
| 2021  | X3 (Ashe 22 avec Gazo)                                                                        | 113                | —                  | —                  | —                  | Ashe Tape, Vol.3                                |
| 2021  | Kalitada (Unité avec Heuss l'Enfoiré, Gazo & SLK)                                             | 94                 | —                  | —                  | —                  | Unité (Part. I)                                 |
| 2021  | Validé II (Sam's, Bosh et Gazo)                                                               | 156                | —                  | —                  | —                  | B.O de la série Validé - Saison 2               |
| 2021  | Bon & Mauvais (Tayc avec Gazo)                                                                | 101                | 176                | 179                | —                  | Fleur froide - Second état : la cristallisation |
| 2022  | 100 Mi-temps (Rsko avec Gazo)                                                                 | 147                | —                  | —                  | —                  | LMDB                                            |
| 2022  | Big Drip (Franglish avec Gazo)                                                                | 60                 | —                  | —                  | —                  | MOOD2 (Vibe)                                    |
| 2022  | AR (S.Pri Noir avec Gazo)                                                                     | 154                | —                  | —                  | —                  | État d'esprit (Saison 999)                      |
| 2022  | Picsou (Dadju avec Gazo)                                                                      | 84                 | —                  | 188                | —                  | Cullinan                                        |
| 2022  | Qwer (Kalash avec Gazo)                                                                       | 79                 | —                  | —                  | —                  | Tombolo                                         |
| 2022  | Killy Demon (Rondodasosa avec Gazo & Russ Millions)                                           | —                  | —                  | —                  | 95                 | TRENCHES BABY                                   |
| 2022  | 22 Carats (Headie One avec Gazo)                                                              | 127                | 198                | 160                | —                  | No Borders : European Compilation Project       |
| 2022  | R.A.S (Niska avec Gazo)                                                                       | 27                 | 131                | 159                | —                  | Le monde est méchant (V2)                       |
| 2022  | Reggae & Calypso (Remix) (Russ Millions x Buni x YV x CH (GMD) x SwitchOTR x Gazo x RoseReal) | 18                 | 132                | 85                 | —                  | —                                               |
| 2023  | 1re sommation (Liim's avec Gazo)                                                              | 84                 | —                  | —                  | —                  | —                                               |
| 2023  | Dans le noir (Leto avec Gazo)                                                                 | 11                 | —                  | —                  | —                  | TRAP$TAR 3                                      |
| 2023  | Terminus (Sidiki Diabaté avec Gazo)                                                           | 120                | —                  | —                  | —                  | —                                               |
| 2023  | GO (Ashe 22 avec Gazo)                                                                        | 116                | —                  | —                  | —                  | KH-22                                           |
| 2024  | A l'envers (Shay avec Gazo)                                                                   | 24                 | —                  | —                  | —                  | Pourvu qu'il pleuve                             |
| 2024  | No makeup (Kima avec Gazo)                                                                    | 129                | —                  | —                  | —                  | L'école des Stars                               |
| 2024  | Ce soir (Adèle Castillon avec Gazo)                                                           | 76                 | —                  | —                  | —                  | Crèvecoeur (EP.I)                               |
| 2024  | Cœur de ice (Naps avec Gazo)                                                                  | 32                 | —                  | —                  | —                  | Mec de cité simple                              |
| 2024  | Vrais salauds (Lacrim avec Gazo & Kore)                                                       | 34                 | —                  | —                  | —                  | Veni Vidi Vici                                  |
| 2024  | La famine (Werenoi avec Gazo)                                                                 | —                  | 35                 | 73                 | —                  | Pyramide 2                                      |

#### Sans certification ni classement
2020 :
- Jeff avec Gazo - LSD
- Django avec Gazo - LCQS (sur l’album S/O le Flem)
- Ismo Z17 avec Gazo - Baby
- Pa Salieu (en) avec Gazo & Kwes Darko - Bang Out

2021 :
- Dadinho avec Gazo - Sucré Dadi (sur l'album Omerta)
- Kaaris avec Gazo - Five O (sur l'album 2.7.0 : Château noir)
- Diaxal avec Gazo & Jeff - Maracas
- Jeff avec Gazo - MRC
- Himra avec Gazo - Grrr pa (sur l’album Ivoire Drill King)
- Gazo x Rolo paciino x LKS x Opinel 21 x Santana - Aluminium (B.O de la série Validé - Saison 2)
- Cheu-B avec Gazo - Catch’Opps (sur l'album WTSKL, Vol.2)
- Tiitof avec Gazo - M'en aller (sur l’album Bénéfice)
- Hache-P avec Gazo - Canon (sur l'album Le Big)

2022 :
- Rapi Sati avec Gazo - My Men
- Baby Gang avec Sacky, Gazo & Nko - Shoot
- Kima avec Gazo - J'encaisse (sur l'album La Cour des grands)
- Seven 7oo avec Gazo, Vale pain, Keta & Nko - Spacciatore (sur l'album SEVEN 7oo Mixtape)
- Capo Plaza avec Gazo & Russ Millions - Everyday Everynight (sur l'album Hustle Mixtape)
- Luciano avec Gazo - Moonlight (sur l'album Majestic)

2024 :
- Vianney feat. Gazo - La fierté (sur l'album À 2 à 3)

2025 :
- Alonzo feat. Gazo - Toute la Noché (sur l'album Longue Vie à Nous)
- No Limit feat. Vacra & Gazo - LDC
- Dystinct feat- Gazo - Selelek (sur l'album Bababa World)
- L2B feat. Gazo - Empire (sur l'album Nés pour briller : Book III)
- KLM feat. Gazo - Encore (sur l'album Juste en crime 2)
- Niro feat. Gazo - Plus pareil (sur l'album Hayati (Episode 1 : Du sable et du sang))
- Morad feat. Gazo - Cuídate (sur l'album Reinsertado 2.0)